# Pajusaari (ö i Laukas, Mataroinen)
Pajusaari är en ö i Finland. Den ligger i sjön Mataroinen och i kommunen Laukas i den ekonomiska regionen  Jyväskylä ekonomiska region  och landskapet Mellersta Finland, i den centrala delen av landet, 250 km norr om huvudstaden Helsingfors. Öns area är 0,6 hektar och dess största längd är 200 meter i nord-sydlig riktning.